# Gusuku
Gusuku és la paraula en l'idioma d'Okinawa per a castell o fortalesa. Aquests complexos es localitzen a les illes Ryukyu, a la prefectura d'Okinawa, Japó. Són els vestigis de l'antic regne de Ryukyu que va dominar les illes des dels segles XIV fins al XIX abans de ser absorbits pel Japó.

## Patrimoni de la Humanitat
Està inclòs com a Patrimoni de la Humanitat per la Unesco des de l'any 2000 sota la denominació de Llocs Gusuku i els béns culturals associats del regne de Ryukyu.
Aquest conjunt de llocs i monuments és representatiu de la història de les illes Ryukyu entre els segles XII i XVII. Els castells en ruïna, enfilats a cims imponents, il·lustren l'estructura social d'una gran part d'aquesta època, mentre que els llocs sagrats són testimonis muts de la rara supervivència d'un antic culte religiós a l'edat moderna. Els múltiples contactes econòmics i culturals de les illes durant aquests cinc segles van donar origen a una cultura única en el seu gènere.